# Евушкина, Вера Ивановна
Ве́ра Ива́новна Е́вушкина (род. 18 апреля 1951, Саратов) — певица, композитор. В репертуаре песни на стихи Цветаевой, Тарковского, Самойлова, Кирсанова, Поженяна, Ипатовой, Сосноры, Радковского, Блаженного и других. Лауреат российских фестивалей авторской песни.

## Биография
Пишет песни с 1974 года преимущественно на чужие стихи.
В 1976 году начала карьеру концертирующей артистки в составе женского вокально-инструментального ансамбля при саратовском главпочтамте. Её замечает живший тогда в Саратове Владимир Ланцберг и впоследствии знакомит с Еленой Камбуровой.
В 1983 году начала сотрудничать с Еленой Камбуровой в качестве звукорежиссёра, а впоследствии и композитора.
В 1988 году Вера окончила Саратовский государственный университет им. Н. Г. Чернышевского, специальность — «филолог, русский язык и литература».
Работает в Московском Театре музыки и поэзии под рук. Елены Камбуровой.
С 1988 года совместно с Еленой Фроловой входит в состав авторского дуэта «ВерЛен». С 1989 по 1993 год Вера и Елена объездили всю страну, гастролировали в Германии и Голландии с несколькими композициями на стихи поэтов начала XX века и на стихи современных поэтов. Продолжает работу в качестве звукорежиссёра на музыкальных вечерах в театре Содружество актёров Таганки и в Театре музыки и поэзии.
Елена Фролова говорит о ней:

Главное достоинство Веры — это редкостное проникновение в поэзию, культ слова. Что-то между голосом и дыханием, мелодия, как бы подхватывая слово, уносит его в ту область, где холодные и горячие потоки воздуха дарят покой и грацию полета. И это мелодическое пространство, создаваемое тихим голосом и тихой гитарой, наполняется чистой сердечной интонацией.

## Дискография
- 1991 — О, прислушайтесь («ВерЛен»)
- 1998 — Сердцем слышу («ВерЛен»)
- 2003 — О, прислушайтесь («ВерЛен») [переиздание][2]
- 2004 — Утешные песни
- 2006 — Это только музыка[3]
- 2008 — Сердцем слышу («ВерЛен») [переиздание]